# اس‌بی‌ام آفشور
اس‌بی‌ام آفشور (به انگلیسی: SBM Offshore) شرکت خدمات نفت و گاز هلندی است، که در زمینه فروش سیستم‌ها و تجهیزات حفاری و ارائه خدمات فراساحلی در صنایع نفت و گاز فعالیت می‌کند.
شرکت‌های تشکیل‌دهنده اس‌بی‌ام فعالیت‌های دریایی خود را در اوایل دهه ۱۹۵۰ آغاز کردند. یکی از مهم‌ترین خدماتی که این شرکت ارائه می‌دهد، در زمینه اجاره شناورهای FPSO به سایر شرکت‌های نفتی می‌باشد. حوزه تخصصی شرکت اس‌بی‌ام در طراحی و مهندسی سازه‌های دریایی، همچنین نصب و راه‌اندازی، سکوهای نیمه‌شناور حفاری است، که بمنظور بهره‌برداری از منابع نفت و گاز مورد استفاده قرار می‌گیرند.
بخشی از سهام شرکت اس‌بی‌ام آفشور در بازار بورس اوراق بهادار یورونکست آمستردام معامله می‌شود و از سال ۲۰۰۳ به عنوان جزئی از شاخص آای‌اکس هلند محسوب می‌شود. دفتر مرکزی این شرکت در شهر اسخیدام، هلند قرار دارد.